# هاري ماكدونالد (مهندس)
هاري ماكدونالد (بالإنجليزية: Harry MacDonald)‏ هو مهندس أمريكي، ولد في 27 سبتمبر 1940.